# Charlie Paulk
Charles « Charlie » Paulk, né le 14 juin 1946, à Fitzgerald, en Géorgie et décédé le 1er octobre 2014, à San Diego, en Californie, est un ancien joueur américain de basket-ball. Il évolue durant sa carrière aux postes d'ailier fort et de pivot.